# Theta Hydrae
Désignations
Theta Hydrae (θ Hya) est une étoile binaire de la constellation de l'Hydre. Sa magnitude apparente est de 3,88. D'après la mesure de sa parallaxe annuelle par le satellite Hipparcos, le système est situé à environ ∼ 113 a.l. (∼ 34,6 pc) de la Terre. Il se rapproche du Système solaire à une vitesse radiale de −11 km/s.
Sa composante primaire est une étoile bleu-blanc de la séquence principale de type spectral B9,5 V. Elle est 2,52 fois plus massive et 52 fois plus lumineuse que le Soleil. Son compagnon est une naine blanche de type DA 1,6. La configuration du système de Theta Hydrae est similaire à celle du système de Sirius.